# Instytut Maryjno-Kolbiański „Kolbianum” w Niepokalanowie
Instytut Maryjno-Kolbiański „Kolbianum” w Niepokalanowie Ośrodek Naukowo-Badawczy UKSW – instytut na Wydziale Teologicznym Uniwersytetu Kardynała Stefana Wyszyńskiego w Warszawie. Powstał na podstawie dekretu Prowincjała Prowincji Matki Bożej Niepokalanej Zakonu Braci Mniejszych Konwentualnych z dnia 12 czerwca 2009 roku. Siedziba Instytutu znajduje się w Paprotni, w klasztorze ojców Franciszkanów Niepokalanów, przy ulicy ojca Maksymiliana Kolbego 5. Instytut może tworzyć i posiadać swoje jednostki organizacyjne również poza jego siedzibą. Instytut powstał w miejsce Niższego Seminarium Duchownego Ojców Franciszkanów w Niepokalanowie im św. Maksymiliana Kolbego działającego w latach 1929–2009.

## Cele
Zadaniem Instytutu jest szerzenie czci Matki Bożej Niepokalanej oraz promocja dziedzictwa kolbiańskiego poprzez działalność naukową, popularnonaukową oraz dydaktyczną. Do zadań Instytutu należy w szczególności:
- prowadzenie prac badawczych z zakresu dziedzictwa kolbiańskiego ze szczególnym uwzględnieniem mariologii, duchowości maryjnej, misji, rodziny i apostolatu przez media,
- kształcenie pracowników naukowych oraz specjalistów w zakresie mariologii i duchowości maryjnej,
- przekazywanie wyników prac naukowych instytucjom kościelnym, rządowym i władzom samorządowym,
- współdziałanie w upowszechnianiu wiedzy w zakresie prac prowadzonych w Instytucie,
- prowadzenie Centrum działalności wydawniczej i medialnej,
- poznawanie istoty duchowości Rycerstwa Niepokalanej,
- wykonywanie innych zadań wynikających z obowiązujących przepisów oraz zlecanych przez władze Prowincji.

Od momentu powołania instytutu UKSW Kolbianum, Wydział Teologiczny UKSW jest drugim Wydziałem w Europie, a jedynym w Polsce, który będzie kształcił studentów w specjalności teologicznej „mariologia” i nadawał stopnień doktora z teologii w zakresie mariologii. Możliwe jest też odbycie studiów podyplomowych, oraz uzyskania licencjatu z teologii.
Klasztor Ojców Franciszkanów w Niepokalanowie stanowi jedno z większych światowych centrów duchowości maryjnej, gdzie wszelkie powołane dzieła mają na celu czczenie Matki Bożej. Taka była intencja założyciela klasztoru w Niepokalanowie, o. Maksymiliana Kolbego, świętego Kościoła katolickiego, który zmarł w Auschwitz, godząc się na śmierć, w zamian za ocalenie życia drugiego człowieka.

## Wykładowcy
Wśród wykładowców znajdują się m.in.:
- o. dr Mirosław Adaszkiewicz OFMConv – WSD OO. Franciszkanów w Łodzi/UKSW
- o. prof. UKSW dr hab. Grzegorz Bartosik OFMConv – UKSW
- ks. prof. dr hab. Waldemar Chrostowski – UKSW
- ks. prof. dr hab. Wojciech Hanc – UKSW
- o. prof. dr hab. Zachariasz Jabłoński OSPPE – UKSW
- prof. dr hab. Karol Klauza – KUL
- ks. prof. Bogusław Kochaniewicz OP, UAM
- ks. prof. dr hab. Janusz Królikowski – UPJPII
- o. prof. dr hab. Stanisław Celestyn Napiórkowski OFMConv – KUL
- ks. prof. dr hab. Jacek Nowak SAC – UKSW
- ks. prof. dr hab. Kazimierz Pek MIC – KUL
- o. dr hab. Paweł Warchoł OFMConv – WSD OO. Franciszkanów w Łodzi/UKSW
- ks. prof. dr hab. Józef Warzeszak – UKSW